# Allt Faller (album)
Allt Faller är jazzgruppen Fartyg 6s andra skiva, utgiven 2018 på skivbolaget PACAYA records. 
Albumet spelades in på Studio Epidemin i Göteborg i november 2017 av studioteknikern och medproducenten Johannes Lundberg. Materialet består av kompositioner skrivna av Matilda Andersson och Daniel Gahrton baserade på texter- eller textsatta av Andersson. Skivan mixades och mastrades av Lundberg mellan dec 2017 och januari 2018. Medverkar gör även vänner till bandmedlemmarna; dels kör och sopransax.

## Låtlista
1. Gå Vidare
2. Mikrokosmos
3. Inombords
4. Visby
5. Inombords
6. Fortare
7. Rodret
8. Rännil
9. Sand
10. Guldlin

## Medverkande
- Matilda Andersson - sång, komposition
- Daniel Gahrton - barytonsaxofon, komposition
- Lisa Grotherus - basklarinett
- Milton Öhrström - piano
- Boel Mogensen - kontrabas
- Julia Schabbauer - trummor

Gäster på låten Fortare:
- Karolina Almgren - sopransaxofon,
- Linnea Jardemark, Maja Jerneborg, Jacki Román, Karin Holm, Johannes Lundberg - kör

Gäst på låten Guldlin
- Jacki Román, kör

Gäst på låten Gå Vidare
- Johannes Lundberg, korg